# De Vrais Mensonges
De Vrais Mensonges (Uma Doce Mentira) é um filme francês de 2010, do gênero comédia romântica, dirigido por Pierre Salvadore, com roteiro de Benoît Grafin e Pierre Salvadore.

## Sinopse
Numa manhã de primavera, Emilie (Audrey Tautou) recebe uma linda carta de amor anônima. Sua primeira reação é jogá-la no lixo. Mas ela vislumbra uma forma de salvar sua mãe, Maddy (Nathalie Baye), uma mulher triste e isolada desde a partida de seu marido. Sem pensar muito, ela envia a carta para a mãe, sem saber que o autor é Jean (Sami Bouajila), seu tímido empregado. Emilie não imagina que seu gesto desencadeará uma série de desentendimentos, criando situações fora de controle.

## Elenco
- Audrey Tautou .... Emilie
- Nathalie Baye .... Maddy
- Sami Bouajila .... Jean
- Stéphanie Lagarde .... Sylvia
- Judith Chemla ....Paulette
- Cécile Boland ....Cliente
- Daniel Duval ....Pai de Émilie
- Patrice Bouret ....Sr. Pastor
- Paul Morgan ....Sr. Isaac